# 北洋防疫医院
北洋防疫医院地址在天津东门外南斜街。

## 历史
于1904年5月开始创办。制造牛痘苗和狂犬病治疗液，并从事于种痘和狂犬病的治疗。内设有学堂，一期培养学生二十名，两年毕业。由北洋军医学堂徐华清兼任总办，古城梅溪任院长，教习有西村丰太郎。其他还有中国官员两、三名。